# إيفان باومغارتنر
إيفان باومغارتنر هو لاعب كرة قدم أسترالية روسي، ولد في 5 مايو 1934.

## وصلات خارجية
- إيفان باومغارتنر على موقع AustralianFootball.com (الإنجليزية)
- إيفان باومغارتنر على موقع AFLtables.com (الإنجليزية)